# Victoria Benedictsson
Victoria Benedictsson (Domme, 6 de Março de 1850 – Copenhaga, 21 de Julho de 1888) foi uma escritora sueca e uma das figuras-chaves do “Grande Avanço Moderno” sueco, que precedeu mudanças essenciais para que a sociedade escandinava se tornasse mais igualitária – e uma das mais igualitárias do mundo – em termos de gênero.

## Biografia
Utilizou o pseudónimo Ernst Ahlgren. 
Escreveu contos realistas sobre a vida popular da sua província natal – a Escânia, romances de debate sobre o casamento, e dramas. Suicidou-se num hotel de Copenhaga, cortando a artéria carótida com uma navalha.

 Sua morte que destituiu a cena literária e feminista prematuramente de um de seus ícones.